# Okdiario
Okdiario es un periódico digital español, fundado en 2015 por el periodista Eduardo Inda. Ha sido objeto de numerosas críticas y valoraciones negativas, varias de sus noticias han generado controversias y la publicación ha llegado a ser calificada como amarillista. Según el informe Digital News Report de 2023 realizado por la Universidad de Oxford, es el sexto medio online más leído en España.
En el momento de su constitución, medios afines describieron el periódico como defensor del liberalismo económico y de la unidad de España, unos principios que el diario asume como propios. Por el contrario, otros medios de comunicación y analistas han definido al periódico como un medio ultraderechista. Otro estudio asume que la línea editorial del periódico es derechista y «neoliberal», aunque destaca especialmente el «tono belicista» con que el diario critica a formaciones de izquierda desde su fundación, resaltando el caso del partido político Podemos, Unidas Podemos, Más País, Catalunya en Comú y sus principales dirigentes donde ha sido condenado por calumnias al informar falsamente.

## Historia
Eduardo Inda creó Okdiario en septiembre de 2015 tras abandonar su cargo de director adjunto del diario El Mundo, aportando un capital de 500 000 euros correspondiente con la indemnización recibida tras su salida. Al año siguiente la empresa editora de Okdiario recibió 300 000 euros de la Agencia Europea de Seguridad de las Redes y de la Información ENISA, entidad pública europea, en forma de préstamo participativo en condiciones ventajosas a pesar de sus cuentas deficitarias.
 tras ganar casi cuatro millones de lectores únicos en sus dos primeros meses de vida.
Agentes de la Unidad de Asuntos Internos de la Policía Nacional entraron en abril de 2019 en la redacción del medio con una orden judicial para requisar material robado a una asesora de Pablo Iglesias.
El 21 de mayo de 2021 se firmó un pacto con el grupo paramilitar, ultracatólico y de ultraderecha El Yunque y el periódico.
El 23 de septiembre de 2021, Inda presenta la edición local del medio para las Islas Baleares, bautizada como Okbaleares,la publicación cuenta habitualmente con columnistas de Vox (partido político) partido por el cual ha hecho campaña en diversas editoriales. Diversos medios y fuentes han señalado su línea ultraconservadora.

Algunos medios han destacado los ingresos por publicidad que Okdiario ha venido percibiendo de instituciones gobernadas por la derecha política y la ultraderecha en España. Desde 2017 a 2022 la publicidad institucional obtenida de la Junta de Castilla y León se vio multiplicada por cinco, recibiendo un total de 275 967 euros. Además de recibir contratos a dedo desde el Gobierno de la Comunidad de Madrid, la Diputación de Málaga, el Consejo de Gobierno de la Región de Murcia y los ayuntamientos de Boadilla del Monte y Sevilla.

## Controversias
Okdiario ha sido acusado desde otros medios de manipular las noticias para crear controversia, y de constituir una «herramienta de desinformación» contra formaciones políticas como Podemos. Según un estudio de la Universidad de Valencia de noviembre de 2017, era el medio de comunicación peor valorado de España.
El diario fue condenado en 2016 a rectificar una información sobre la Organización Impulsora de Discapacitados (OID), que aseguraba que la Unidad de Delincuencia Económica y Fiscal (UDEF) estaba investigando a su presidente por pagos sospechosos a una fundación en Venezuela.
En ese mismo año, OkDiario publicó un supuesto informe policial que acusaba a Podemos de haber recibido financiación por parte del gobierno de Irán (Informe PISA). El falso informe, que no incluía sello oficial de ninguna institución policial, fue argumentado por la acusación como prueba en varias denuncias de particulares contra el partido, siendo todas estas desestimadas. El magistrado Alejandro Abascal de la Audiencia Nacional lo calificó de «conjunto desordenado de reproducciones de noticias publicadas en prensa», mientras que el Tribunal Supremo afirmó que se trataba de una «mera remisión de informaciones no autentificadas [...] sin indicios mínimamente avalados por algún elemento objetivo que apoyen la verosimilitud».
El 23 de enero de 2017, difundió que la plataforma de afectados por Facua había presentado una denuncia contra la organización de consumidores por la estafa de un millón de euros a los afectados del 'Caso Volkswagen'. Posteriormente se comprobó que no existía tal asociación, ni se había presentado tal denuncia.
Tras el Referéndum de independencia de Cataluña de 2017, se hicieron virales varias imágenes. Entres ellas, la de una mujer mayor llevada en volandas por agentes de la Guardia Civil. El 4 de octubre de 2017, Okdiario acusaba a la anciana de ser amiga de Arnaldo Otegi, con una fotografía en la que supuestamente aparecía junto al dirigente abertzale. Algo completamente falso, ya que se trataba de dos personas distintas. Posteriormente, Eduardo Inda fue entrevistado por Risto Mejide en su programa televisivo Chester. Al preguntársele por este tema, y ante la evidencia de que la noticia publicada por Okdiario era mentira, Eduardo Inda respondió: «esas dos señoras se parecen bastante».
El 16 de enero de 2019, informó de que la casa de Pablo Iglesias e Irene Montero se encontraba construida en un parque natural protegido, apoyándolo con numerosas noticias. Esto fue desmentido por el Ayuntamiento de Galapagar y la Consejería de Medio Ambiente de la Comunidad de Madrid. El programa Todo es mentira (cuya temática es desmontar noticias falsas) hizo un seguimiento especial de las sucesivas noticias al respecto. Mientras una periodista y un cámara del programa seguía al director del diario en las instalaciones de Mediaset España para preguntarle respecto a los desmentidos, Inda fingió ser agredido por el cámara llegando a tirarse al suelo.
El 17 de abril de 2020, en plena crisis del coronavirus, Okdiario publicó una noticia titulada «El Gobierno ordena al Ejército fumigar productos químicos desde aviones para intentar frenar el virus». Este titular es una interpretación errónea del BOE de ese mismo día, donde se autoriza a la Unidad Militar de Emergencias (UME) a «la utilización procedimientos de desinfección aérea, a través de las técnicas de nebulización, termonebulización y micronebulización», algo que nada tiene que ver con aviones ni con ningún tipo de aeronave.
En noviembre de 2020, el periodista de Okdiario Alejandro Sanmiguel Entrambasaguas fue acusado de acosar a los hijos de Pablo Iglesias e Irene Montero. Según la denuncia, en 2019 Sanmiguel habría ocultado su condición de periodista para obtener información sobre la persona encargada de cuidar a los niños, por entonces de 17 meses. De esta forma y según la Fiscalía, requirió informaciones a vecinos y a otros menores de edad. Días después, Alejandro Sanmiguel fue identificado por varios agentes de seguridad. Según la Fiscalía, la cuidadora finalmente renunció a su trabajo «como consecuencia del hostigamiento por parte de este periodista». Sanmiguel fue absuelto por la Audiencia Provincial de Madrid en junio de 2022.
En julio de 2021 el juzgado de primera instancia de Madrid condenó por intromisión al honor a OkDiario. El diario tuvo que pagar a Ana Garrido Ramos, denunciante del Caso Gürtel 12.000 euros por escribir un artículo que «no tienen el carácter de reportaje neutral y que el contenido del artículo publicado no cumple en lo más mínimo el requisito de veracidad».
El 1 de abril de 2022, Okdiario y Eduardo Inda resultaron condenados por la Audiencia de Madrid, al no rectificar una noticia falsa sobre Rubén Sánchez en la que se le acusaba de homofobia. Según, «La Audiencia confirma así la sentencia del 22 de marzo de 2021 dictada por la titular del Juzgado de Primera Instancia número 4 de Madrid, Gemma Susana Fernández Díaz, por la que obliga a los demandados a publicar el texto íntegro de la rectificación exigida por Sánchez en la web del periódico, "destacándose en portada durante un día y sin que sea posteriormente eliminado de los contenidos del diario", además de una alusión y enlace al mismo en sus cuentas de Twitter y Facebook».
El 4 de mayo de 2022, Okdiario y Eduardo Inda son condenados, por segunda vez, por la Audiencia Nacional de Madrid en relación con una nueva publicación de información falsa. Según, «el digital publicó una noticia en octubre de 2021 en la que inventaba que Rubén Sánchez había sido condenado por llamar "tarada", "tramposa" y "mascota" a una empresaria dedicada a ofertar cursos de redes sociales asegurando ser asesora y profesora de la Policía y la Guardia Civil, la cuál tenía un largo historial de detenciones policiales y había estado más de tres años en prisión. Ahora, en una sentencia dictada el 28 de abril y comunicada este martes a las partes, la Sección Decimonovena de la Audiencia condena a los demandados a difundir un texto de rectificación en Okdiario, "destacándose en la portada durante un día", y a publicar "un tuit en su cuenta de Twitter y un mensaje en su página de Facebook, estos dos últimos con sendos enlaces a la rectificación" que publique el digital».
El 7 de diciembre de 2023, son nuevamente condenados a pagar 4 000 euros por «afirmaciones inveraces» al acusar a dos artistas de proetarras cuando la causa hacia éstos ya había sido archivada.
En enero de 2024 el diario fue imputado por malversación junto a Alfonso Sánchez Vicente, gerente de la Empresa Municipal de Transportes de Madrid por un contrato en un contrato público de 72.600 euros, cuatro veces mayor de lo que habían costado otros contratos similares hasta el momento, otorgado a dedo en el 2022.